# Emanuela Aureli
Emanuela Aureli (Terni, 27 maggio 1973) è un'imitatrice italiana.

## Biografia
È nativa di Cesi, frazione del comune di Terni. Esordisce nel 1992 ne La Corrida di Corrado; successivamente partecipa a Stasera mi butto... e tre!, programma di Rai 2 di prima serata, per poi tornare sugli schermi con I cervelloni su Rai 1 tre anni più tardi e Aria fresca su Telemontecarlo, mentre nel 1996 è nel cast di Su le mani, programma di Rai 1. Dal 1996 al 1998 è tra gli ospiti fissi di Domenica in, dove propone le sue imitazioni, mentre il 1999 la vede impegnatissima: in televisione partecipa ai programmi Sanremo Estate e Caccia al lupo, debutta in radio con Il programma lo fate voi di Rai Radio 2 al fianco di Enrico Vaime e al cinema, nel film In principio erano le mutande di Anna Negri.
Nel settembre dello stesso anno partecipa al programma che la farà conoscere ancora di più al pubblico, Buona Domenica, voluta da Maurizio Costanzo, e vi rimane per ben sette stagioni, fino al 2006. Nel frattempo partecipa alla seconda edizione di Baciami Versilia nel 2003, recita in Carabinieri 4, fiction di Canale 5 e partecipa ad altri due programmi radiofonici, Donna Domenica e 610, quest'ultimo condotto da Lillo & Greg, entrambi su Rai Radio 2. Inoltre, ha fatto da testimonial al caffè Segafredo in uno spot accanto a Renzo Arbore. Torna su Rai 1, come ospite fisso, nell'estate 2007 a Stasera mi butto (in una puntata ha partecipato anche come giurata) e, nella stagione 2007/2008, nella Domenica in condotta da Lorena Bianchetti.
Nel 2009 partecipa come concorrente alla quinta edizione di Ballando con le stelle. Sempre nel 2009, nel mese di dicembre, esordisce come pittrice con una mostra insieme al suo maestro Elvino Echeoni, dal titolo Artisti si Nasce?. Nel 2010 fa parte del cast comico di Voglia d'aria fresca, con Carlo Conti, dall'8 gennaio 2010 conduce Crazy Parade su Rai 2. Sempre nel 2010 entra a far parte come protagonista nel cast di Menopause The Musical insieme a Fioretta Mari, Fiordaliso e Manuela Metri. L'imitatrice successivamente prende parte ad altri tre talent show di Rai 1, nel 2012 a Tale e quale show, condotto da Carlo Conti, nel 2013 a La terra dei cuochi, con Antonella Clerici, e nel 2020 a Il cantante mascherato, condotto da Milly Carlucci. 
Dal settembre 2021 a settembre 2023 è stata nel cast de I fatti vostri, su Rai 2, nell'edizione condotta da Salvo Sottile e Anna Falchi.
È stata più volte ospite de L'anno che verrà; nelle edizioni umbre in alcuni video presenta alcuni luoghi della sua regione.
Nel 2024 partecipa al primo docufilm internazionale "Alberto Sordi secret" sulla vita privata del grande attore, scritto e diretto da suo cugino Igor Righetti, interpretando il ruolo dello zia Ginevra di Valmontone. Il docufilm è stato presentato anche alla Festa del Cinema di Roma

### Vita privata
Nel novembre 2015 si sposa con rito civile a Rocca d'Arce, in provincia di Frosinone, col suo compagno Sergio Di Folco. Il 3 dicembre successivo la coppia ha un figlio. Si professa cattolica e supporta attivamente la comunità LGBTQ+.

## Personaggi imitati
- Milly Carlucci
- Barbara D'Urso
- Mara Venier
- Rosanna Lambertucci
- Loredana Bertè
- Ornella Vanoni
- Raffaella Carrà
- Simona Ventura
- Sophia Loren
- Monica Bellucci
- Al Bano
- Gigliola Cinquetti
- Valeria Marini
- Elisa Isoardi
- Barbara Palombelli
- Santi Licheri
- Raimondo Vianello
- Sandra Mondaini
- Anna Tatangelo
- Beppe Grillo
- Gianna Nannini
- Patty Pravo
- Carla Bruni
- Gianni Morandi
- Orlando Portento
- Irene Pivetti
- Rita Levi-Montalcini
- Giorgia
- Orietta Berti
- Mina
- Juliana Moreira
- Michelle Hunziker
- Luciano Ligabue
- Whitney Houston
- Tina Cipollari
- Laura Pausini
- Katia Ricciarelli
- Gianfranco Funari
- Milva
- Anna Oxa
- Alexia
- Arisa
- Antonella Clerici
- Anna Moroni
- Luciana Littizzetto
- Annamaria Cancellieri
- Loretta Goggi
- Mara Maionchi
- Maria De Filippi
- Ricchi e Poveri
- Romina Power
- Il Volo
- Malika Ayane
- Nina Zilli
- Sabrina Ferilli
- Giovanna Botteri
- Daria Bignardi
- Natalie Cole
- Lucia Azzolina
- Diana, Principessa del Galles
- Zlatan Ibrahimović
- Soon-Yi Previn

## Televisione
- La Corrida (Canale 5, 1992) – Concorrente
- Stasera mi butto... e tre (Rai 2, 1992)
- I cervelloni (Rai 1, 1995)
- Aria fresca (Telemontecarlo, 1995)
- Su le mani (Rai 1, 1996)
- Domenica in (Rai 1, 1996-1998, 2007-2008)
- Sanremo Estate (Rai 1, 1999)
- Caccia al lupo (Rai 1, 1999)
- Buona Domenica (Canale 5, 1999-2006)
- Baciami Versilia (Rai 1, 2003)
- L'anno che verrà (Rai 1, 2007, 2009, 2014-2015, 2021-2022)
- Ballando con le stelle 5 (Rai 1, 2009) – Concorrente
- Voglia d'aria fresca (Rai 1, 2010)
- A viso aperto (Rai 3, Rai 5, 2010)
- Crazy Parade (Rai 2, 2011)
- Tale e quale show (Rai 1, dal 2012) – Coach
- La terra dei cuochi (Rai 1, 2013) – Aiuto chef
- Il sabato italiano (Rai 1, 2017-2018)
- Il cantante mascherato (Rai 1, 2020) – Concorrente
- I fatti vostri (Rai 2, 2021-2023)

## Radio
- 1999 – Il programma lo fate voi
- 2000 – Donna Domenica
- 2004 – 610

## Filmografia

### Cinema
- VIP, regia di Carlo Vanzina (2008)
- I mostri oggi, regia di Enrico Oldoini (2009)
- Alice, regia di Oreste Crisostomi (2009)
- Alberto Sordi secret, regia di Igor Righetti (2024)

### Televisione
- Carabinieri 4, serie tv (2004)